# Onboard-Kurier
Onboard-Kuriere (auch als OBC = On Board Courier, Flugkurier oder Hand Carry Courier bezeichnet) begleiten dringende Sendungen, bei denen eine persönliche Überwachung während des gesamten Transports notwendig ist. So werden zum Beispiel dringende Ersatzteile, empfindliche Proben oder sensible Dokumente direkt beim Versender abgeholt und mit dem nächsten verfügbaren Flug zum jeweiligen Bestimmungsort gebracht.

## Besonderheiten
Durch die persönliche Überwachung garantiert ein Onboard-Kurier einen sicheren Transport. Da die Sendung nicht per klassischem Frachter, sondern an Bord einer Passagiermaschine befördert wird, ermöglicht diese Transportart maximale Geschwindigkeit.

## Einsatzgebiete
Onboard-Kurier-Dienste werden in der Regel von spezialisierten Logistikdienstleistern angeboten und bilden daher einen Teilbereich der Notfall-Logistik. Die Einsatzmöglichkeiten sind je nach Branche sehr vielfältig:
- Automobilindustrie: Automobilhersteller und -zulieferer setzen in der Regel auf standardisierte Abläufe und Just-in-time-Produktion, um möglichst effizient zu produzieren. Fehlt unerwartet Material oder ein dringend benötigtes Ersatzteil, kann ein Onboard-Kurier wertvolle Zeit sparen und die Ausfallkosten entsprechend vermeiden oder zumindest reduzieren.[7]
- Luftfahrt und Luft- und Raumfahrtindustrie: Kann ein Flugzeug aus technischen Gründen nicht wie geplant eingesetzt werden (AOG = Aircraft on Ground), entstehen der Fluggesellschaft durch den Ausfall hohe Kosten. Ein Onboard-Kurier kann das benötigte Ersatzteil zum Standort des defekten Flugzeugs transportieren, damit dieses möglichst schnell repariert werden kann.[8]
- Dokumentenversand: Sensible Dokumente, wie Vertragsunterlagen oder Reisepässe, können aus Sicherheitsgründen nicht immer mit der Post versendet werden. Benötigen vertrauliche Dokumente eine permanente Überwachung, kann ein Onboard-Kurier maximale Sicherheit garantieren.[9]
- Modebranche: Textil-Logistik spielt insbesondere bei Modenschauen eine tragende Rolle, denn oft können Haute-Couture-Stücke erst kurzfristig fertiggestellt werden und müssen anschließend zeitnah zur Veranstaltung transportiert werden.
- Transplantationsmedizin: Manche Spenderorgane werden per OBC zum Patienten transportiert, dem das Organ eingesetzt werden soll.
- Gefahrguttransporte (Dangerous Goods): Auch der Transport von Gefahrgut zählt zu den Einsatzgebieten spezialisierter Onboard-Kuriere. Dabei handelt es sich beispielsweise um medizinische Proben, chemische Stoffe oder technische Komponenten mit besonderen Sicherheitsanforderungen. Voraussetzung ist, dass der jeweilige Kurierservice entsprechend nach IATA-DGR (Dangerous Goods Regulations) geschult und zertifiziert ist. So ist sichergestellt, dass Transport, Dokumentation und Sicherheitsvorkehrungen den internationalen Luftfahrtvorgaben entsprechen. Manche Unternehmen verfügen über Zertifizierungen und können bewerten ob Gefahrguttransporte unter Einhaltung strengster Vorschriften durchführbar sind.[10]